# Greenville (Kentucky)
Greenville is een plaats (city) in de Amerikaanse staat Kentucky, en valt bestuurlijk gezien onder Muhlenberg County.

## Demografie
Bij de volkstelling in 2000 werd het aantal inwoners vastgesteld op 4398.
In 2006 is het aantal inwoners door het United States Census Bureau geschat op 4276, een daling van 122 (-2,8%).

## Geografie
Volgens het United States Census Bureau beslaat de plaats een oppervlakte van
12,4 km², geheel bestaande uit land. Greenville ligt op ongeveer 151 m boven zeeniveau.

## Plaatsen in de nabije omgeving
De onderstaande figuur toont nabijgelegen plaatsen in een straal van 20 km rond Greenville.

## Geboren
- Miles Heizer (16 mei 1994), acteur